# Xã Cottrellville, Michigan
Xã Cottrellville (tiếng Anh: Cottrellville Township) là một xã thuộc quận St. Clair, tiểu bang Michigan, Hoa Kỳ. Năm 2010, dân số của xã này là 3.559 người.